# 丸山車站 (兵庫縣)
丸山站（日语：／ Maruyama eki */?）位於兵庫縣神戶市長田區瀧谷町三丁目，是神戶電鐵有馬線的鐵路車站。車站編號為KB04。

## 歷史
- 1928年（昭和3年）11月28日 - 神戶有馬電氣鐵道開業，當時的站名為鷹取道站[1]。
- 1947年（昭和22年）1月9日 - 公司與三木電氣鐵道，成為神有三木電氣鐵道。
- 1948年（昭和23年）10月1日 - 改稱為丸山站[1]。
- 1952年（昭和27年）10月1日 - 改稱為電鐵丸山站[1]。
- 1949年（昭和24年）4月30日 - 營運公司更名為神戶電氣鐵道。
- 1973年（昭和48年）11月 - 設置跨線橋[1]。
- 1988年（昭和63年）4月1日 - 公司更名神戶電鐵，同時本站改名為丸山站[1]。

## 車站構造
側式月台2面2線的地面車站。月台有效長度可對應5節編組。站內設有跨線橋連結上下行的月台。

### 月台
| 月台   | 路線   | 方向 | 目的地                  |
| ------ | ------ | ---- | ----------------------- |
| 站房側 | 有馬線 | 下行 | 往 有馬溫泉、三田、粟生 |
| 對向側 | 有馬線 | 上行 | 往 新開地               |

※月台沒有設定編號。

## 車站周邊
- 丸山衝上断層（日语：丸山断層）[1] - 日本第一個被發現的逆斷層。
- 鵯展望公園（日语：ひよどり展望公園）[1]
- 高取山[1][3]
- 神戶市立丸山社區中心
- 神戶丸山郵局
- 神戶市立丸山雲雀小學校
- 神戶市立雲雀丘中學校

## 相鄰車站
神戶電鐵
 有馬線
■特快速、■急行、■準急
通過
■普通
長田（KB03）－丸山（KB04）－鵯越（KB05）

## 外部連結
- 丸山 - 神戶電鐵